# Louis Robiou de La Tréhonnais
Louis Jean Julien Robiou de La Tréhonnais, né à Combourg le 7 janvier 1784, mort à Rennes le 20 novembre 1870, est un prélat français.

## Biographie
Louis Jean Julien Robiou de La Tréhonnais est issu d'une ancienne famille de la bourgeoisie du pays de Tinténiac en Bretagne, où certains de ses membres remplissaient des fonctions juridiques ou fiscales pour la seigneurie de Tinténiac. Plusieurs d'entre eux s'étaient alliés à la noblesse des environs et certains prenaient le titre d'écuyer. La branche Robiou de La Tréhonnais (éteinte) aurait été maintenue noble par arrêt du parlement de Bretagne en date du 11 août 1730,.
Ordonné prêtre le 11 juin 1808, sacré évêque de Coutances le 6 mars 1836 en la chapelle des carmélites de Paris, il démissionne le 7 décembre 1852 et se retire à Rennes. Il est enterré en la chapelle de la Circata de la cathédrale Notre-Dame de Coutances.

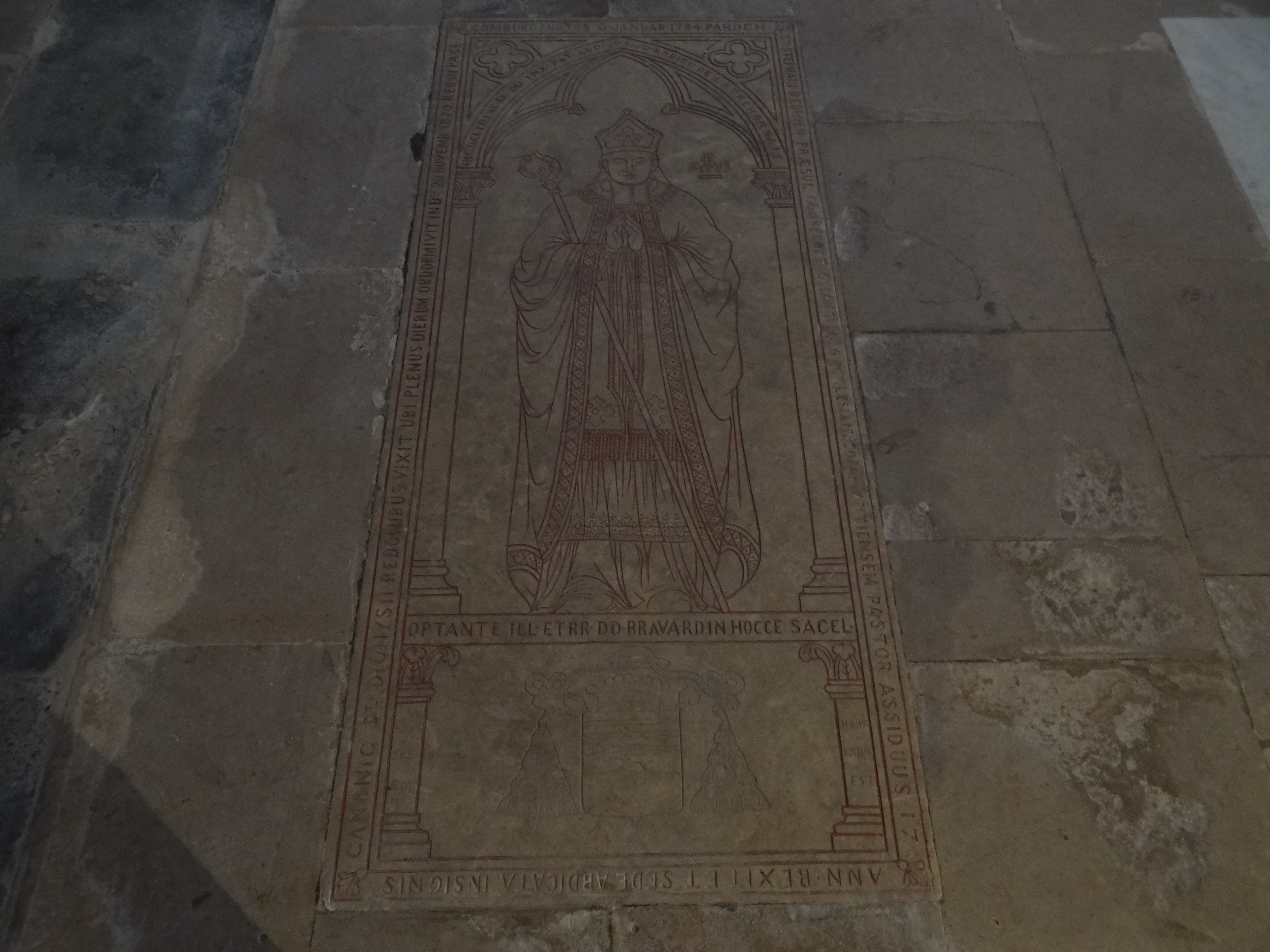
La tombe de Louis Robiou de La Tréhonnais dans la chapelle de la Circata de la cathédrale de Coutances.

## Distinction
- Chevalier de la Légion d'honneur (1er octobre 1843)[7]

## Armes
Coupé: au 1 au mantel d'or chargé de trois burelles ondées de gueules; au 2 de sable plain.